# Bombus irisanensis
Bombus irisanensis är en biart som beskrevs av Cockerell 1910. Den ingår i släktet humlor och familjen långtungebin. Inga underarter finns listade.

## Beskrivning
Grundfärgen är svart med röda bakskenben och -fötter. Pälsen på huvud och mellankropp är övervägande svart, men med röda markeringar kring mundelarna och gulbrun päls på mellankroppens sidor. De två första tergiterna är varmt gula, resten av bakkroppen är svartpälsad. Vingarna är mörka, men genomskinliga. Längden är omkring 14 mm.

## Utbredning
Arten är endemisk för Filippinerna. Den är sällsynt och har tidigare (2009) rödlistats som sårbar (VU) av IUCN. Den hade inte blivit sedd sedan 1990-talet, när en fotograf vid namn Paul Engler den 17 juni 2019 på INaturalist publicerade fotografier av arten, som han strax innan hade tagit i Baguio City i Filippinerna.

## Ekologi
Arten är en bergsart som lever på höga höjder.